# Oscar Van de Voorde

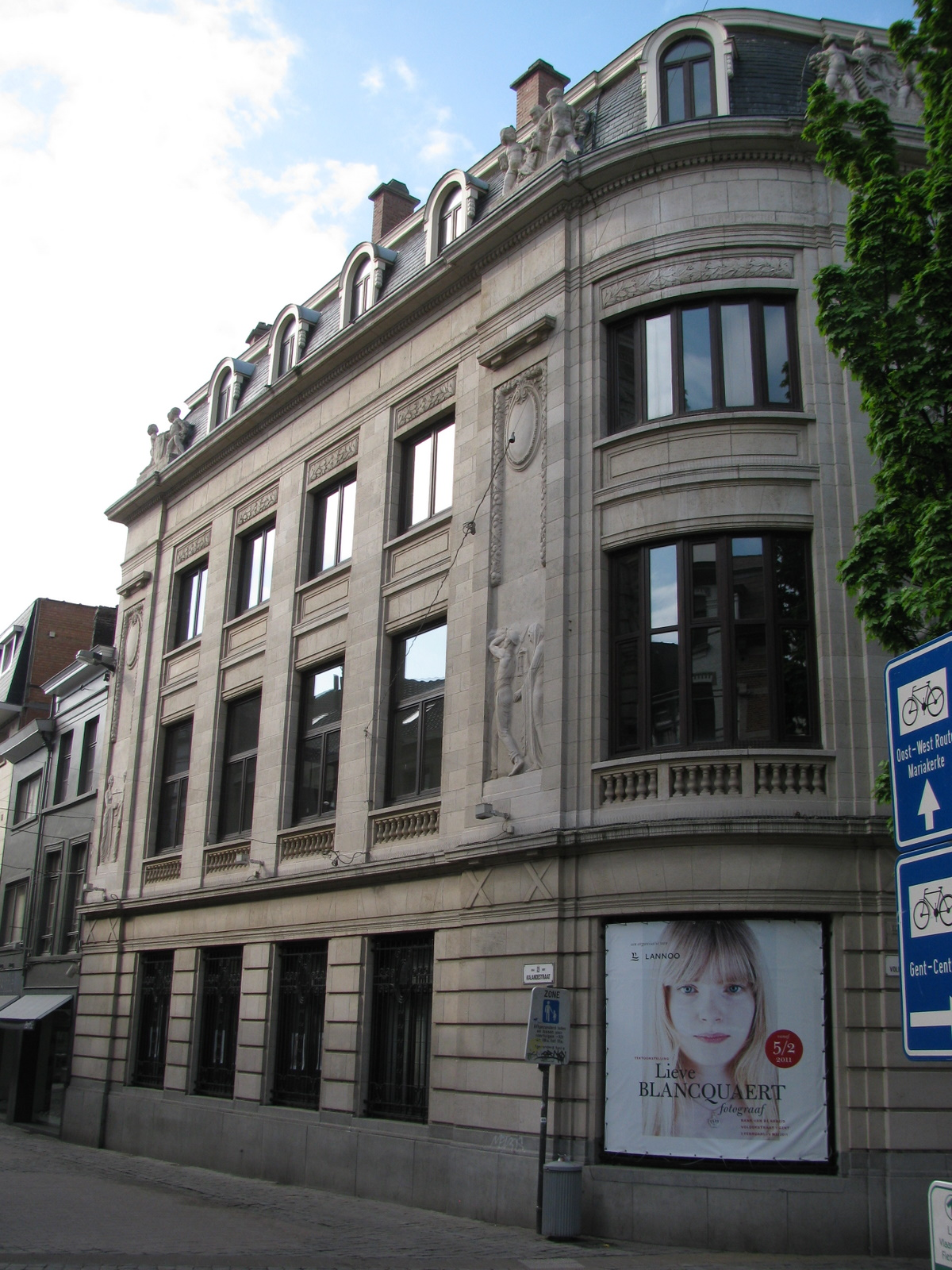
Gent, Voldersstraat: Gebouw van de voormalige Bank van de Arbeid, ontworpen door Van de Voorde

Oscar Van de Voorde (Gent, 19 november 1871 - Gent, 11 juni 1938) was een Belgisch architect en meubelontwerper.

## Onderwijs
Van de Voorde volgde zijn opleiding tot bouwkundige aan de Gentse academie. In 1894, tijdens het laatste jaar van zijn opleiding in Gent, wint hij de ‘grote prijskamp voor bouwkunde’. Met een studiebeurs trekt hij naar Parijs en Wenen. Hij wordt er beïnvloed door Otto Wagner, die op dat moment les geeft aan de Weense academie. Tijdens zijn studiejaren richt hij Kunst en Kennis, een kring voor alumni, op en blijft voorzitter tot aan zijn pensioen in 1935. De kring gaf een gelijknamig tijdschrift uit waar hij zelf ook aan meewerkte.
Terug in Gent werd Van de Voorde vanaf 1898 docent bouwkunde aan de academie. Van de Voorde volgde Jean Delvin op als directeur in 1920, en blijft aan het hoofd van de Gentse academie tot aan zijn pensioen in 1935. Hij hechtte veel belang aan de decoratieve kunsten, getuige de nieuwe cursus sierkunsten die hij vanaf 1904 doceerde en de Van de Voorde prijs voor Sierkunsten die na zijn pensioen werd opgericht.

## Architectuur
Het werk van Van de Voorde is divers. Hij ontwerpt prestigieuze bankgebouwen en kastelen, maar ook industriële gebouwen, herenhuizen, villa's en sociale woningen, veelal in Gent. Ook de gehanteerde stijl varieert: van het moderne Institut Moderne pour Malades tot de neoclassicistische Bank van de Arbeid. 
In 1909 wordt Van de Voorde benoemd tot hoofdarchitect van de Wereldtentoonstelling van 1913 in Gent, wellicht zijn meest prestigieuze opdracht. Hij staat in voor de indeling van het terrein en bepaalt waar de verschillende paviljoenen moeten komen. Hij ontwerpt ook zelf de belangrijkste gebouwen. Hiervan rest nog het Feest- en Floraliënpaleis in het Citadelpark, doch het uiterlijk van dit gebouw is sindsdien sterk gewijzigd.

## Geselecteerde werken

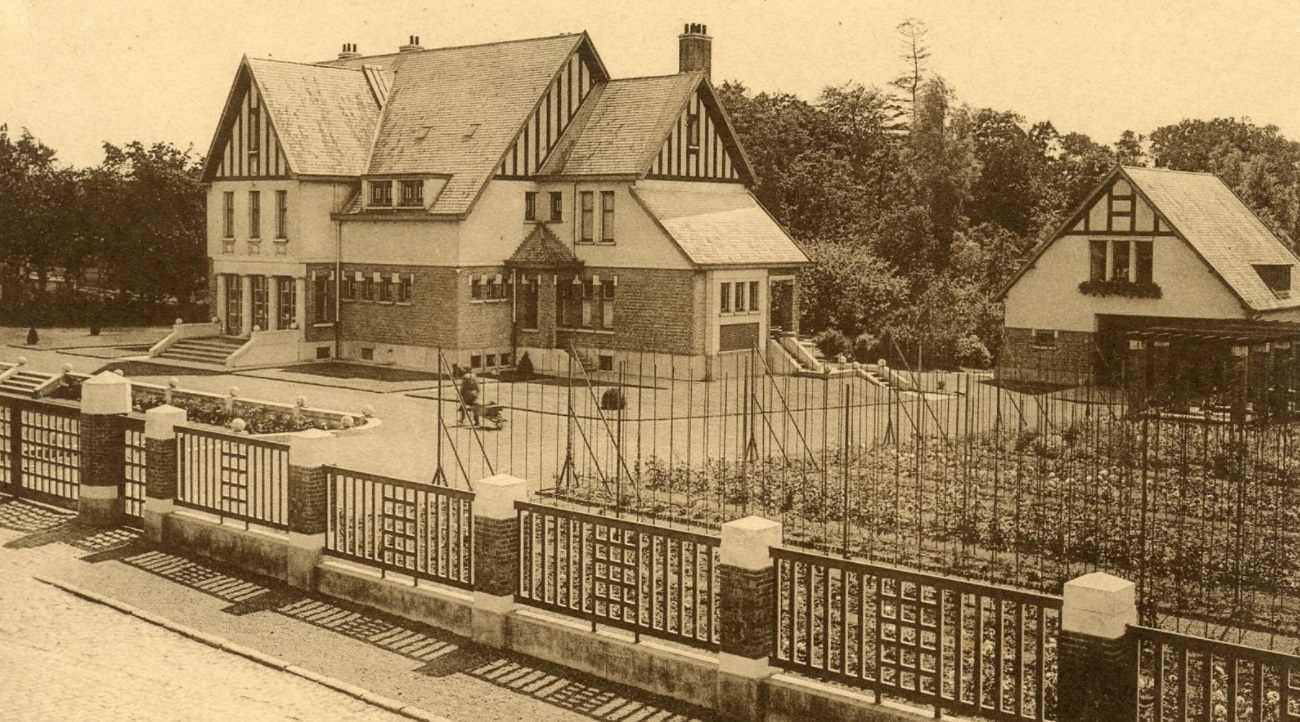
Villa Puysseleyr

- 1897: Restaurant Gambrinus, Vlaanderenstraat ,Gent, in samenwerking met Albert Van huffel
- 1909-1910: Institut Moderne pour Malades, Koningin Fabiolalaan, Gent
- 1912-1913: Feest- en Floraliënpaleis, Jan Hoetplein (Citadelpark), Gent
- 1920: Bank van de Arbeid, Paddenhoek / Voldersstraat, Gent, in samenwerking met beeldhouwer Geo Verbanck voor de geveldecoratie
- 1922: Villa Les Zéphyrs, Henri Jasparlaan, Westende
- 1925: Appartementsgebouw Parc Residence, Krijgslaan, Gent
- 1926: ontwerp, samen met beeldhouweres Yvonne Serruys, van het Monument ter ere van Emile Claus, ingehuldigd op 9 mei 1926 te Gent door Koningin Elisabeth.[6]
- rond 1930: Villa Rozengaerde (Villa Puysseleyr) en Villa De Kluize, Meerlaan, Zottegem[7]

## Bekende leerlingen
- Marc Neerman